# Diego López III de Haro
Diego López III de Haro (m. Baños de Rioja, 4 de octubre de 1254) fue un magnate y ricohombre castellano. Era hijo de Lope Díaz II de Haro, señor de Vizcaya y alférez del rey, y de Urraca Alfonso de León. Y fue señor de Vizcaya entre los años 1236 y 1254, alférez de los reyes Fernando III y Alfonso X, y tenente en Castilla la Vieja.
Fue nieto del rey Alfonso IX de León, y fue conocido como el de Baños de Rioja por haber fallecido en dicha localidad.

## Orígenes familiares
Era hijo de Lope Díaz II de Haro, señor de Vizcaya y alférez del rey Fernando III de Castilla, y de Urraca Alfonso de León. Y por parte paterna era nieto de Diego López II de Haro, señor de Vizcaya y alférez del rey, y de María Manrique de Lara. y por parte materna era nieto del rey Alfonso IX de León y de su amante Inés Íñiguez de Mendoza.

## Biografía
En los primeros años sirvió con fidelidad a su tío y rey Fernando III de Castilla, el cual no le confirmó en los terrenos que gobernaba, quitándole La Rioja y dejándole Castilla la Vieja. Diego no acató esta decisión rebelándose contra el rey en varias ocasiones, consiguiendo posteriormente su perdón. 
Durante el reinado de Fernando III participó en la conquista del reino de Murcia y en la de Andalucía, por lo que fue recompensado generosamente, y entre principios de septiembre de 1237 y mediados de octubre de 1241 desempeñó el cargo de alférez del rey, habiendo sido precedido en el mismo por su padre y siendo sucedido por el infante Alfonso de Castilla, que llegaría a reinar como Alfonso X. González Jiménez señaló que el hecho de que al infante Alfonso, que fue alférez del rey desde 1241 a 1242, se le confiara dicho cargo, es prueba evidente de la «importancia» que el heredero del trono estaba alcanzando en la Corte.
Sin embargo, cuando Alfonso X de Castilla subió al trono Diego López III fue desplazado del poder, a pesar de que continuó siendo alférez del rey hasta 1254, en beneficio de Nuño González de Lara "el Bueno", señor de la Casa de Lara y enemigo tradicional del señor de Vizcaya. Debido al enojo que sentía contra el monarca castellano, Diego López buscó el apoyo de otros descontentos, como el infante Enrique de Castilla "el Senador", que era hermano de Alfonso X, y en agosto de 1254 abandonó el Reino de Castilla y se dirigió al Reino de Aragón, habiendo constancia de que el día 8 de agosto, en el municipio navarro de Estella, firmó un acuerdo con el rey Jaime I de Aragón por el que ambos quedaban obligados a «ayudarse mutuamente» contra el monarca castellano.
Diego López III de Haro falleció el 4 de octubre de 1254, según afirman todos los historiadores, en Bañares, o Baños de Río Tobía a consecuencia de un accidente. Y el historiador Julían Lucas de la Fuente consignó lo siguiente sobre su muerte en su obra Los señores de Vizcaya:

Don Diego López murió accidentalmente en Baños de Rioja el 4 de octubre de 1254, dos meses después de iniciada la rebelión, bien debido a que se introdujo en un baño con agua demasiado caliente, bien por el descuido de un criado que prendió fuego a una sábana bañada en alcrebite o azufre.

## Sepultura
Fue sepultado en el monasterio de Santa María la Real de Nájera, según afirman la mayoría de los historiadores. Conviene señalar que en el mismo monasterio fue enterrado su padre, Lope Díaz II de Haro, y también su hijo y heredero, el conde Lope Díaz III de Haro, que sería asesinado en Alfaro en 1288 por Sancho IV de Castilla.

## Matrimonio y descendencia
Contrajo matrimonio con Constanza de Bearne, hija del vizconde Guillermo II de Bearne y de su esposa Garsenda de Provenza, y fruto de su matrimonio nacieron cinco hijos: 
- Lope Díaz III de Haro (c. 1245-Alfaro, 1288). Heredó el señorío de Vizcaya tras la defunción de su padre y contrajo matrimonio con Juana Alfonso de Molina, que era hermanastra de la reina María de Molina.[15]
- Diego López V de Haro (c. 1250-1310). Fue señor de Vizcaya y contrajo matrimonio en 1282 con la infanta Violante de Castilla, hija de Alfonso X de Castilla y de la reina Violante de Aragón.[16] Falleció en enero de 1310 durante el asedio de Algeciras[17] y fue sepultado junto con su esposa en el desaparecido monasterio de San Francisco de Burgos.[18]
- Urraca Díaz de Haro. Contrajo matrimonio con Fernando Rodríguez de Castro, señor de Cigales y Cuéllar e hijo de Rodrigo Fernández de Castro, vizconde de Cabrera y señor de Cigales, y de su esposa Leonor González de Lara.[19]
- Teresa de Haro, esposa de Juan Núñez I de Lara, señor de la Casa de Lara e hijo de Nuño González de Lara el Bueno.[19]
- Sancha Díaz de Haro (m. después de 1287) a quien su hermano Diego le donó el 22 de abril de 1287 del lugar de Segoviana, aldea de Santa Olalla.[19][b]

| Predecesor: Lope Díaz II de Haro        | Señor de Vizcaya 1236-1254 | Sucesor: Lope Díaz III de Haro       |
| Predecesor: Lope Díaz II de Haro        | Alférez del rey 1237-1241  | Sucesor: Infante Alfonso de Castilla |
| Predecesor: Infante Alfonso de Castilla | Alférez del rey 1243-1254  | Sucesor: Manuel de Castilla          |